# Cerre-lès-Noroy
Cerre-lès-Noroy è un comune francese di 237 abitanti situato nel dipartimento dell'Alta Saona nella regione della Borgogna-Franca Contea.

## Società

### Evoluzione demografica
Abitanti censiti